# Fresno Fuego
Fresno Fuego foi uma agremiação esportiva da cidade de Fresno, Califórnia  Disputava a Premier Development League.

## História
Em 2002 Jaime Marquez, Francisco Alvarez, Antonio Alvarez e Jaime Marquez Jr, ex-dirigentes do Central Coast Roadrunners, compraram uma franquia da Premier Development League. No ano seguinte foi anunciado que a equipe teria sede em Fresno e já naquele ano estreia na PDL.
Entre 2003 e 2017 a equipe foi cinco vezes campeã da divisão, em 2003, 2007, 2011 e 2013 na divisão Sudoeste, e em 2016 na divisão Pacífico-Central. 
Em 2017 foi anunciado que a próxima franquia de expansão da USL seria de Fresno, com isso sendo cogitado inicialmente que a equipe usaria o nome e as cores do Fuego. Porém em 26 de julho de 2017 foi anunciado que a nova equipe de Fresno receberia o nome de Fresno Football Club.
No final de 2017, a equipe foi adquirida pelo Fresno Football Club, e foi extinto em 8 de fevereiro de 2018, sendo substituído na PDL pelo Fresno FC U-23, equipe sub-23 do Fresno FC.